# Ilià Txavtxavadze
Ilià Txavztxavadze (georgià ილია ჭავჭავაძე) (Kvareli, Kakhètia 1837 - Tsitsamuri, als afores de Mtskhétha, 1907) fou un polític i escriptor georgià, considerat un dels pares de la Geòrgia moderna conjuntament amb Akaki Tsereteli i Niko Nikoladze. També és sant de l'església ortodoxa georgiana, amb el nom de Sant Ilià el Just.
Era descendent de nobles que serviren amb Irakli II de Kartli i Kakhètia. Estudià dret a Sant Petersburg i tornà a Geòrgia, on va distingir-se per les activitats públiques i literàries: va fundar diverses institucions teatrals i dramàtiques, i va escriure el text original de l'obra de Xota Rustaveli. Va dirigir també els diaris Sakartvelos Moambe (1863-1877) i Iveria (1877-1905).
Partidari de la democràcia i del nacionalisme civil, era admirador de les Revolucions de 1848 i en particular de Giuseppe Garibaldi, però donava suport a la independència de l'església georgiana, raó per la qual se li oposaren els marxistes menxevics de Noe Jordània. Com a representant a la Duma per Geòrgia, reclamà l'abolició de la pena de mort. Fou assassinat per nacionalistes russos el 30 d'agost del 1907.
Va escriure obres com Kaçia adamiani (Això és un home?, 1863), Glkikhis naambobi (El conte del comptador), Gandeghili (L'ermità) i la novel·la El llac de Basaleti.